# Инцидент с Boeing 747 над Редаутом
Инцидент с Boeing 747 над Редаутом — авиационная авария, произошедшая в пятницу 15 декабря 1989 года. Авиалайнер Boeing 747-406M авиакомпании KLM, которому на тот момент было меньше 6 месяцев, выполнял рейс KL867 по маршруту Амстердам—Анкоридж—Токио, но при снижении к аэропорту Анкориджа пролетел сквозь плотное облако вулканического пепла от извергшегося вулкана Редаут, в результате чего у него отказали все четыре двигателя, и самолёт остался на резервном электропитании. Потеряв более 4000 м высоты, экипаж смог перезапустить двигатели и благополучно посадил самолет в аэропорту. Никто из 245 человек на борту не пострадал.

## Отказ двигателей
В результате происшествия отказали все четыре двигателя, и только критические системы остались на резервном электроснабжении. В одном из отчетов говорилось, что причиной остановки двигателей названо превращение пепла в стеклянное покрытие внутри двигателей, которое обмануло датчики температуры двигателя и привело к автоматическому отключению всех четырех двигателей.
Когда все четыре генератора отключились из-за отказа двигателей, произошло кратковременное отключение питания, бортовые приборы перешли на резервное питание. Резервное питание на 747-400 обеспечивается двумя батареями и инверторами. Капитан Карл ван дер Эльст (нидерл. Carl van der Elst) пытался перезапустить двигатели, что удалось сделать только после нескольких попыток. При некоторых попытках при запуске одного или нескольких двигателей снова включался главный генератор. Это приводило к неоднократным прерываниям подачи питания на бортовые приборы. Временное отключение приборов создавало впечатление отказа резервного питания. Прерывание подачи энергии было подтверждено с помощью записей бортового самописца.

## Переговоры
Ниже приведена расшифровка радиообмена экипажа с наземными службами:
Пилот: Тяжелый KLM 867 достигает эшелона 250, курс 140
Диспетчер: Хорошо, вы в это время хорошо видите шлейф пепла?
Пилот: Да, просто облачно, может пепел. Оно чуть более коричневое, чем обычное облако.
Пилот: Теперь нам нужно идти налево: в кабине сейчас дым, сэр.
Диспетчер: тяжелый KLM 867, Принято, поворот налево на ваше усмотрение.
Пилот: Поднимаемся на эшелон 390, попадаем в черное облако, курс 130.
Пилот: KLM 867, у нас отключились все двигатели, мы снижаемся!
Диспетчер: KLM 867 тяжелый, Анкоридж?
Пилот: KLM 867 тяжелый, мы сейчас снижаемся: мы падаем!
Пилот: KLM 867, нам нужна ваша помощь, сэр. Дайте нам радиолокационные векторы, пожалуйста!

## Последствия
Потеряв более 4000 м высоты, экипаж смог перезапустить двигатели и благополучно посадил самолет. В этом случае пепел нанес самолету ущерб на сумму более 80 миллионов долларов США, но никто не пострадал. Партия из 25 африканских птиц, двух генетов и 25 черепах, находившихся на борту самолета, была направлена на склад в Анкоридже, где восемь птиц и три черепахи погибли до того, как было обнаружено, что в грузе находятся животные.
KLM продолжил выполнять рейсы по маршруту Амстердам-Токио, но уже как рейс 861, посадка в Анкоридже была отменена, а самолёт заменен на Boeing 777. Рейс 867 теперь используется для обозначения рейсов между Амстердамом и Осакой.
В 1995 году лайнер был передан новосозданной дочерней авиакомпании KLM Asia, в 2012 году он был возвращен KLM, прошел техническое обслуживание и перекрашен в стандартную ливрею.
18 марта 2018 года лайнер был списан, совершив за 28 лет и 8 месяцев эксплуатации 17 271 цикл «взлёт-посадка» и налетав 141 938 часов.